# Aichinger (Unternehmen)

Luftaufnahme des Werks in Wendelstein

Die Aichinger-Gruppe mit der 1904 gegründeten Aichinger GmbH als Kerngesellschaft ist ein Ladenbau-Unternehmen mit Sitz in Wendelstein bei Nürnberg.

## Geschichte
Johann Aichinger gründete 1904 in Nürnberg eine Tischlerei für Geschäftseinrichtungen. Zu den Kunden gehörten vor allem Bäckereien, Konditoreien, Cafés und Apotheken.
Nach Ende des Zweiten Weltkrieges übernahm der Sohn des Unternehmensgründers den Wiederaufbau des Betriebes, der im Krieg zerstört worden war. 1959 erweiterte das Unternehmen sein Angebot um Alufenster und -fassaden, drei Jahre später wurde die Metallfertigung nach Wendelstein verlegt, 1978 dann die Holzfertigung. 1989 erwarb der Betrieb das Frankfurter Ladenbau-Unternehmen Nax, ein Jahr später Orschler Ladenbau, einen Mitbewerber aus Stockstadt am Main. 1992 verfügte das Unternehmen über Töchter im europäischen Ausland; es produzierte in Wendelstein, Frankfurt und Stockstadt. Die Integration der erworbenen Unternehmen sorgte allerdings für erhebliche Probleme und führte 1995 zur Insolvenz. Das Unternehmen zählte damals 450 Arbeitsplätze.
Günther Hertel, zuvor Gesellschafter und Geschäftsführer des Werkzeugmaschinenbauers Hertel (Fürth), übernahm im Oktober 1995 den Unternehmensbereich Ladenbau mit 170 Stellen. Das Geschäftsfeld Fassadenbau war bereits zuvor in die neu gegründete Aichinger Fassaden und Fenster GmbH ausgegliedert worden. Der handwerklich orientierte Ladenbau-Betrieb wandelte sich in der Nachfolge in ein industriell geprägtes Unternehmen. Auch Zukäufe von Spezialunternehmen für den Bau von Bordküchen in ICE-Zügen (Kiesel in Schwaig), für die Beleuchtung von Verkaufsräumen und -theken (we-shoplight, Hagen) und weitere Akquisitionen trugen zur Ertragskraft der sanierten Unternehmensgruppe bei. 2010 beschäftigte sie 310 Personen, rund 15 Prozent der Erlöse wurden im Ausland erzielt. 2016 hatte das Unternehmen mehr als 20 Standorte. Die Mehrzahl befand sich in Deutschland, drei in Österreich, einer in der Schweiz. Bei einer Bilanzsumme von 43,4 Mio. Euro belief sich der Umsatz damals auf 92,26 Mio. Euro, die Zahl der Mitarbeiter lag bei 529. Zum Jahresanfang 2021 übernahm das Unternehmen HoGaKa Profi GmbH (Ulm) die Aichinger Service GmbH und den Geschäftsbereich Aichinger Profiküchen. Im Sommer 2021 wechselte Günther Hertel in den Beirat der Aichinger-Gruppe.

## Leistungsspektrum und Kunden
Die Gruppe entwickelt, konzipiert, produziert und vertreibt Spezialeinrichtungen für die Ladengestaltung in der Lebensmittelbranche. Dazu gehören beispielsweise Kühl-, Wärme- und Heißtheken, Präsentations- und Edelstahlmöbel. Ein Unternehmen der Gruppe ist außerdem auf Lichtkonzepte und ihre Umsetzung spezialisiert.
Die Kunden sind überwiegend Fachgeschäfte des Lebensmitteleinzelhandels, Gastronomiebetriebe, Bäckereien und Metzgereien sowie Hotels.

## Organisation und Zahlen
Die Unternehmenszentrale befindet sich in Wendelstein. Dort ist auch das Entwicklungszentrum angesiedelt. Die Gruppe mit zusammen 550 Mitarbeitern unterhält darüber hinaus vier Kompetenzzentren in Deutschland, drei in der Österreich und eins in der Schweiz (Stand: April 2023). Oliver Blank (seit 2018) und Thomas Grünewald (seit 2021) leiten die Unternehmensgruppe. Der Gruppenumsatz lag 2021 bei 92,26 Mio. nach zuvor 92,95 Mio. Euro Umsatz im Jahr 2020.

## Sponsoring
Das Unternehmen zählt zu den Sponsoren des Handball-Bundesligisten HC Erlangen.

## Auszeichnungen
- 2015: Zukunftspreis der Internorga[26]
- 2015 und 2021: FT Fleischer-Handwerk Award der Fachzeitschriften Fleischerei Technik und Fleischer-Handwerk[27][28]